# Blikanasauridae
Blikanasauridae es una familia inactiva de dinosaurios sauropodomorfos del Triásico tardío de África meridional. Ha sido clasificada alternativamente como prosaurópoda o como saurópoda basal.
- Datos: Q2906590